# Ashère
Les ashères étaient des arbres ou des poteaux sacrés érigés dans les lieux de culte cananéens pour honorer la déesse-mère ougaritique Ashéra, parèdre du dieu El ou du dieu Yahweh.
Elles sont mentionnées dans la Bible hébraïque à plusieurs reprises, à savoir dans les livres de l'Exode, du Deutéronome, des Juges, les livres des Rois, le second livre des Chroniques et les livres d'Isaïe, de Jérémie et de Michée. Le terme "ashère" n'est utilisé en français que dans la traduction Darby de la Bible. Les autres traductions utilisent d'autres termes : bocages (traduction Martin), poteaux sacrés...
Le terme originel en hébreu est asherim.

## Ashères au sein de la Bible
La Bible hébraïque démontre que les poteaux étaient en bois. Dans le sixième chapitre du livre des Juges, on peut lire que Dieu a ordonné au juge israélite Gédéon d'abattre un poteau d'Ashéra qui se trouvait à côté d'un autel de Baal. Or, le bois devait être utilisé pour un holocauste.
Le verset 21 du chapitre 16 du livre du Deutéronome déclare que l'Éternel détestait ses poteaux : "Tu ne te planteras pas d'ashère, de quelque bois que ce soit, à côté de l'autel de l'Éternel, ton Dieu, que tu te feras".
Le Tanakh démontre que les Israélites se sont souvent détournés de leur monothéisme pour adorer d'autres divinités. 
Par exemple, le chapitre 21 du deuxième livre des Rois relate l'acte du roi du royaume de Juda, Manassé, qui a placé un poteau de la déesse Achéra dans le Temple de Jérusalem, temple qui était pourtant consacré au Dieu. Les réformes du roi Josias à la fin du VIIe siècle av. J.-C. ont impliqué la destruction de nombreux poteaux d'Ashéra. Toutefois, s'il est vrai qu'il y a eu un mouvement contre la vénération de la déesse dans le Temple de Jérusalem à l'époque du roi Josias, il n'a pas survécu longtemps après son règne, car les quatre rois bibliques suivants "ont fait ce qui est mauvais aux yeux du Seigneur" en allant dans l'idolâtrie et le peuple s'était mis à  vénérer selon le livre de Jérémie une « reine des cieux » généralement assimilée à Ashéra. 
Pourtant, le livre de l'Exode avait exhorté les descendants d'Israël  d'abattre les pieux sacrés voués à la déesse Ashéra des autres peuples.

## Ashères dans l'archéologie biblique
Certains archéologues bibliques ont suggéré que, jusqu'au VIe siècle av. J.-C., les Israélites possédaient des sanctuaires domestiques, ou du moins des figurines, d'Ashéra, dont la fréquence est frappante dans les vestiges archéologiques.
Les ashères représentent des arbres vivants, auxquels la déesse est associée. Toutefois, certains chercheurs pensent que les asherim n'étaient pas des poteaux, mais des arbres vivants (comme celui représenté sur le support du culte de Tanaach). Les poteaux sacrés étaient soit sculptés pour ressembler à des arbres, soit pour ressembler à la déesse (cela pourrait également se refléter dans les nombreuses figurines de piliers trouvées dans tout Israël). Les vestiges de ces poteaux sont déterminés par des trous de poteau et du bois pourri, ce qui a donné un sol de couleur différente. Le fait que le symbole cultuel ait perdu ses liens avec Ashera (et soit devenu un symbole religieux à part entière sans que les fidèles ne sachent rien de la déesse qui en est à l'origine) ou qu'il soit considéré comme une représentation d'Ashera elle-même (de la même manière que la croix est une représentation de Jésus pour les chrétiens) fait de nos jours l'objet d'un grand débat.